# Jin Kwon
Jin-Soo Kwon, mer känd som "Jin", är en rollfigur i TV-serien Lost och spelas av Daniel Dae Kim.

## Rollbeskrivning

### Bakgrund
Jin-Soo Kwon är en fiktiv karaktär i den amerikanska TV-serien Lost. Han föddes i Namhae, Sydkorea, och växte upp hos en fiskare efter att ha blivit övergiven av sin biologiska mor vid födseln. Moderns identitet hölls hemlig för honom, och han fick växa upp i tron att hon avlidit kort efter hans födsel.
Efter avslutad skolgång närde Jin en ambition om att arbeta inom hotellbranschen. Han fick anställning som dörrvakt på Seoul Gateway Hotel, men lämnade sin tjänst kort därefter efter oenighet med arbetsgivaren. I samband med detta mötte han Sun, och paret inledde en relation.
För att vinna acceptans hos Suns far, affärsmannen Mr. Paik, tog Jin anställning i en av dennes fabriker. Han befordrades senare till en mer informell roll med uppdrag kopplade till företagets affärsintressen, vilka ibland innefattade kontakter med myndighetspersoner. Ett uppdrag innebar att övertala en tjänsteman att inte vidta åtgärder mot fabriken på grund av miljöbrott, vilket Jin löste genom att använda våld i syfte att undvika dödligt våld från en medföljande torped.
Jin och Sun försökte under denna tid bilda familj, men efter läkarbesök informerades de om fertilitetsproblem. Det framkom senare att det var Jin som var steril, något som initialt undanhölls paret av läkaren.
Senare fick Jin i uppdrag att konfrontera Jae Lee, en man som enligt Mr. Paik påstods ha bedragit honom. I själva verket hade Lee haft en relation med Sun. Jin valde att inte döda Lee, men efter konfrontationen avled denne efter att ha fallit från ett höghus.
Efter dessa händelser återvände Jin till sin hemby för att rådfråga sin far. Han beslöt att lämna sin tjänst hos Mr. Paik och reste tillsammans med Sun till Sydney med avsikt att även besöka Los Angeles. Under resan mottog Jin en varning från en representant för Mr. Paik, vilket föranledde att paret ändå fullföljde det ursprungliga uppdraget. Jin och Sun befann sig ombord på Flight 815 vid tiden för flygkraschen.

### Efter kraschen
Efter kraschen av Flight 815 på den öde ön uppträder Jin initialt som en reserverad och kontrollerande person, särskilt i sin relation till Sun. Han tillbringar mycket tid med att fiska och håller sig avskild från övriga överlevande.
Vid ett tillfälle attackerar Jin Michael Dawson efter en missuppfattning, vilket leder till att han tillfälligt fängslas. Situationen löser sig då Michael återlämnar en guldklocka Jin burit som tillhörde Mr. Paik, Suns far. När en flotte förstörs misstänks Jin för sabotage och blir misshandlad av Michael och Sawyer. Sun avslöjar då att hon talar engelska, vilket får situationen att avbrytas.
Jin och Sun börjar efter detta arbeta på att förbättra sin relation, och Jin hjälper Michael att bygga en ny flotte. När Jin lämnar ön med Michael, Walt Lloyd och Sawyer får han av Sun en engelska–koreanska ordbok hon sammanställt för att underlätta kommunikationen.
Flotten attackeras av de andra, som kidnappar Walt. Jin flyter iland i närheten av de överlevande från planets bakre del, där han tillfångatas. Efter att ha återförenats med Michael och Sawyer förklarar de sin identitet, vilket leder till att grupperna slår sig samman.
Tillbaka i huvudlägret förbjuder Sun Jin att delta i sökandet efter Walt. Efter ett kidnappningsförsök på Sun i hennes trädgård blir Jin överbeskyddande, förstör trädgården och visar sedan ånger genom att återplantera den. Sun informerar honom därefter att hon är gravid och avslöjar samtidigt vad fertilitetsläkaren tidigare berättat.
När Michael leder en grupp till de andras läger, beslutar Jin att följa Sayid Jarrah och Desmond Hume med båt längs kusten. Under färden visar Jin ökad förståelse för engelska och begär en pistol efter att en signaleld tänts. Jin deltar även i försöken att få igång en gammal bil tillhörande DHARMA-initiativet tillsammans med Hurley, Sawyer och Charlie Pace.
Jin är delaktig i utredningen av det till synes döda paret Nikki och Paulo och deltar i deras begravning, ovetande om att de ännu var vid liv. Senare uttrycker han, likt övriga överlevande, misstro mot Juliet Burke, en före detta medlem av de andra. När en fallskärmshoppare, Naomi, landar på ön bistår Jin i räddningsinsatsen och tillfångatar Mikhail, som senare får hjälpa Naomi under löftet att han får lämna platsen oskadd.
När Juliets inspelade röst avslöjar Suns graviditet för gruppen, förklarar Sun för Jin att Juliet utfört ett ultraljud och att barnet verkar må bra. Jin deltar därefter i försvaret av lägret när Karl varnar för ett kommande anfall. Tillsammans med Sayid och Bernard försöker han utlösa sprängladdningar, men tas tillfånga. De befrias senare av Hurley.
Efter att ha återförenats med Sun bestämmer sig paret för att stanna kvar i lägret med Jack Shephard snarare än att följa John Locke till de andras bosättning. I avsnittet ”Ji Yeon” diskuterar paret namn till det kommande barnet. Sun oroar sig dock för sin graviditet, med vetskap om riskerna för gravida på ön.
Efter ett samtal med Daniel Faraday misstänker Sun att personerna på båten Kahana inte är där för att rädda överlevarna. Hon ber Jin att samla förnödenheter inför en eventuell flykt. För att hindra detta avslöjar Juliet att Sun haft en affär med Jae Lee och informerar Jin om konsekvenserna för gravida på ön. Trots sin initiala ilska förlåter Jin Sun och lovar att aldrig lämna henne.